# Championnat de France de rugby à XIII 1982-1983
Navigation
Édition précédente Édition suivante
Le Championnat de France de rugby à XIII 1982-1983 oppose pour la saison 1982-1983 les meilleures équipes françaises de rugby à XIII.

## Classement de la saison régulière
| Classement | Club               | Points |
| 1er        | XIII Catalan       | 65     |
| 2e         | Carcassonne        | 63     |
| 3e         | Villeneuve-sur-Lot | 62     |
| 4e         | Avignon            | 56     |
| -          | Limoux             | 56     |
| -          | Saint-Estève       | 56     |
| 7e         | Pia                | 54     |
| 8e         | Albi               | 53     |
| 9e         | Le Pontet          | 52     |
| 10e        | Lézignan           | 48     |
| 11e        | La Réole           | 44     |
| 12e        | Saint-Gaudens      | 43     |
| 13e        | Roanne             | 40     |
| 14e        | Tonneins           | 34     |

|  | Qualifié pour les demi-finales                       |
|  | Qualifiés pour les barrages d'accès aux demi-finales |

## Tableau final
|  | Quarts de finale           | Quarts de finale           |                       |                       | Demi-finales             | Demi-finales             |  |  | Finale                    | Finale                    |
|  | Quarts de finale           | Quarts de finale           |                       |                       | Demi-finales             | Demi-finales             |  |  | Finale                    | Finale                    |
|  |                            |                            |                       |                       |                          |                          |  |  |                           |                           |
|  | le 1er mai 1983 à Lézignan | le 1er mai 1983 à Lézignan |                       |                       | le 15 mai 1983 à Avignon | le 15 mai 1983 à Avignon |  |  | le 29 mai 1983 à Toulouse | le 29 mai 1983 à Toulouse |
|  | le 1er mai 1983 à Lézignan | le 1er mai 1983 à Lézignan |                       |                       | le 15 mai 1983 à Avignon | le 15 mai 1983 à Avignon |  |  | le 29 mai 1983 à Toulouse | le 29 mai 1983 à Toulouse |
|  | le 1er mai 1983 à Lézignan | le 1er mai 1983 à Lézignan | XIII Catalan          | 15                    |                          |                          |  |  | le 29 mai 1983 à Toulouse | le 29 mai 1983 à Toulouse |
|  | Saint-Estève               | 15                         | XIII Catalan          | 15                    |                          |                          |  |  | le 29 mai 1983 à Toulouse | le 29 mai 1983 à Toulouse |
|  | Saint-Estève               | 15                         | Saint-Estève          | 9                     |                          |                          |  |  | le 29 mai 1983 à Toulouse | le 29 mai 1983 à Toulouse |
|  | Limoux                     | 6                          | Saint-Estève          | 9                     |                          |                          |  |  | le 29 mai 1983 à Toulouse | le 29 mai 1983 à Toulouse |
|  | Limoux                     | 6                          | le 15 mai 1983 à Albi | le 15 mai 1983 à Albi | XIII Catalan             | 10                       |  |  |                           |                           |
|  | le 1er mai 1983 à Albi     |                            | le 15 mai 1983 à Albi | le 15 mai 1983 à Albi | XIII Catalan             | 10                       |  |  |                           |                           |
|  |                            | Villeneuve-sur-Lot         | le 15 mai 1983 à Albi | le 15 mai 1983 à Albi | 8                        |                          |  |  |                           |                           |
|  | Villeneuve-sur-Lot         | Villeneuve-sur-Lot         | le 15 mai 1983 à Albi | le 15 mai 1983 à Albi | 8                        | 14                       |  |  |                           |                           |
|  | Villeneuve-sur-Lot         | Villeneuve-sur-Lot         | 21                    |                       |                          | 14                       |  |  |                           |                           |
|  | Avignon                    | Villeneuve-sur-Lot         | 21                    | 5                     |                          |                          |  |  |                           |                           |
|  | Avignon                    | Carcassonne                | 3                     | 5                     |                          |                          |  |  |                           |                           |
|  |                            | Carcassonne                | 3                     |                       |                          |                          |  |  |                           |                           |

## Finale (29 mai 1983)
(mt : 8 - 5)
Points marqués :
- XIII Catalan : 2 essais de Bonet (16e) et Laforgue (30e) ; 1 transformations de Nadau (16e) ; 2 drops de Nadau (71e) et P. Bonnet (77e) ; 1 carton jaune de Delaunay (52e).
- Villeneuve-sur-Lot : 2 essais de Laville (4e) et Laroche (68e) ; 1 pénalité de Duluc (27e).

Évolution du score : 0-3, 5-3, 5-5, 8-5 (m.t.), 8-8, 9-8, 10-8
Arbitre : Claude Labadie (Midi-Pyrénées)
Spectateurs : 10 628
Recette : 425 120 francs
Composition des équipes :
- XIII Catalan : Serge Pallarès - Patrick Nauroy, Francis Laforgue, Guy Delaunay,  Thierry Naudo - Jean-Jacques Naudo (o), Patrick Bonet - Guy Laforgue, André Pérez, Jean-Jacques Cologni, Henri Berneau, Guy Arasa, Didier Prunac - Jean-Jacques Ribes, Patrick Baco - Entraîneur : Yvon Gourbal
- Villeneuve-sur-Lot : Martial Vrech - Michel Montaut, Patrick Pedrazzani, Michel Laville, Pascal Laroche - Patrick Delgal (o), Patrice Duluc (m) - Joël Roosebrouck, Serge Cuyas, Daniel Verdes, Max Chantal, Christian Maccali, Jean-Luc Rabot - Lionel Artuso - Entraîneur : Bertrand Ballouhey-Jacques Balleroy

## Effectifs des équipes présentes
| XIII catalan | Guy Arasa Patrick Baco Henri Berneau Patrick Bonet Jean-Jacques Cologni Guy Delaunay Francis Laforgue Guy Laforgue (o) Claude Mencarini Jean-Jacques Naudo (o) Thierry Naudo Patrick Nauroy Serge Pallarès André Pérez Didier Prunac Jean-Jacques Ribes Entraîneur : Yvon Gourbal | Villeneuve-sur-Lot | Lionel Artuso Bousquet Max Chantal Joël Conduché Serge Cuyas Dachary Patrick Delgal (o) Patrice Duluc (m) Fougerolas Philippe Fourquet Pascal Laroche Michel Laville Antoine Lopez Christian Maccali Michel Montaut Patrick Pedrazzani Jean-Luc Rabot Joël Roosebrouck Daniel Verdès Charles Zalduendo Entraîneur : Jacques Balleroy Bertrand Ballouhey |
| Carcassonne  | Guy Alard Gérard Barrau Didier Bernard Thierry Buttignol Alphonse Caravaca Bruno Courbis Jean-François Da Ré Bernie Ernst Joseph Folch Guy Garcia Robert Ripoll Marc Palanques Christian Raynier Philippe Sokolow Patrick Trinque Entraîneur : Jean Cabrol                        | Saint-Estève       | Benevent Billon Jean-Marie Bosc Marc Cabaner Serge Costals Domingo Ferrer Bernard Guasch Bruno Guasch Meynard Roger Palisses Serge Pérez Marcel Pillon (c) Roura Gérard Roux Serre Jean-Luc Tène Pascal Terrats Dominique Verdière |
| Avignon      | Jean-Marc Balleroy Jean Béraudo Frédéric Bissière Guy Chacon Jean Chaubaud Jean-Paul Dumas Bernard Echampe Harkat Pourret Bernard Rouqueirol Didier Savonne Zamuner | Limoux             | Alain Arnaud Jean-Pierre Bloy Christian Brau Daniel Bonnet Raphaël Bueno Manuel Caravaca Combes Dumas Paul Gentil Alain Giniès Paul Jean Marres Robert Mercadal José Moya Henri Pech Rouanet Scott Guy Spanghero Michel Tubau Jean-François Vassal Jean-Marc Vergnes                                                                                    |
| Tonneins     | Baratie Bertin Coudert Creal Daunis Decroux Denagello Guinguet Luquet Dominique Marcon Serge Marcon Ousty Christian Rivoltella Sivadon Patrick Solal Jean-François Torrès Jean-Pierre Trémouille Trimble Vanderham                                                                | Saint-Gaudens      | Alizon Boreau Cortesogne Gilles Dumas Francis Estadieu Ferras Philippe Gestas Lacroix Manozon Alain Rives Sarradet Yves Storer Gilbert Vadillo Viès |
| La Réole     | Dominique Baloup Vincent Baloup Pierre Castellan Colmagro Noël Corbella Mario Covolan Cozza Darros Guy Delpech Christian Duffaut Fabre Laurent Girardet Jautard Christian Lacube Jean-Claude Lauga Panablère Stephen Roach                                                        | Pia                | Abet Baklouch Marc Ambert Philippe Ambert Th. Ambert Mohamed Belmaziz Cervera Coteil Henri Daniel Gavan Laurent Gomez Y. Gomez Maril Luc Mendez Pla Sébastien Rodriguez Roger Roses Roland Springhall Subira Valls |
| Albi         | Jean-Louis Castel | Le Pontet          | Marcel Criotier |